# Horace Chilton
Horace Chilton, född 29 december 1853 nära Tyler, Texas, död 12 juni 1932 i Dallas, var en amerikansk demokratisk politiker. Han representerade delstaten Texas i USA:s senat 1891-1892 och 1895-1901.
18 år gammal var Chilton redan ansvarig utgivare för tidningen Tyler Sun. Han studerade juridik och inledde 1872 sin karriär som advokat i Tyler.
Senator John Henninger Reagan avgick 1891 och Chilton blev utnämnd till senaten. Han besegrades sedan av Roger Q. Mills i fyllnadsvalet. Chilton fick 1895 efterträda Texas andra senator Richard Coke. Han efterträddes 1901 av Joseph W. Bailey.
Chilton återvände till Tyler efter sin tid i senaten men flyttade snart vidare till Beaumont där han var verksam inom oljeindustrin. Han flyttade 1906 till Dallas.
Chiltons grav finns på Oakwood Cemetery i Tyler.